# Presto (filme)
Presto é o curta da Disney-Pixar lançado em 2008 que fala sobre um mágico e seu coelho. O curta se exibiu nos cinemas junto com o filme WALL-E e também está disponivel no DVD e no Blu-Ray desse mesmo Filme. O curta foi nomeado ao Annie Award e ao Academy Award.

## Enredo
A história desse curta mostra o espetáculo que Presto irá apresentar com a ajuda de Alec, seu coelho. Presto irá tirar Alec da cartola, mas Alec está faminto e enquanto Presto não lhe der a cenoura ele não sairá da cartola. No final Alec acaba tirando Presto da Cartola, em vez do contrário e o público adora. Presto e Alec fazem as pazes e Presto finalmente dá uma cenoura ao coelho.

## Premiações
| Oscar         | Foi o nomeado a 1 Oscar (Melhor Curta Animado, 2009) |
| Annie Award   | Foi o nomeado a 1 Annie Award                        |
| Grammy Award  | Nenhum                                               |
| Globo de Ouro | Nenhum                                               |
| Outros        | Foi o vencedor de 2 prêmios.                         |